# El efecto de los rayos gamma sobre las margaritas
El efecto de los rayos gamma sobre las margaritas es el nombre de una película de Drama estrenada en 1972 y dirigida por Paul Newman. Es una adaptación de Alvin Sargent quien se basó en la novela ganadora del Premio Pulitzer escrita por Paul Zindel. Estuvo protagonizada por Joanne Woodward quién obtuvo el reconocimiento de mejor interpretación femenina en el Festival Internacional de Cine de Cannes de 1973.

## Sinopsis
La historia de Beatrice Hunsdorfer, una viuda de mediana edad que trata de salir adelante mientras se hace cargo de Ruth y Mathilda, sus dos hijas, a quienes intenta cambiar sus personalidades y controlar sus vidas de una forma manipuladora.

## Reparto
- Joanne Woodward como Beatrice Hunsdorfer.
- Nell Potts como Matilda Hunsdorfer.
- Roberta Wallach como  Ruth Hunsdorfer.
- Judith Lowry como  Nanny.
- David Spielberg como Mr. Goodman
- Richard Venture como Floyd.
- Carolyn Coates como Mrs. McKay
- Will Hare como Junk Man.
- Estelle Omens como Caroline.
- Jess Osuna como Sonny.
- Ellen Dano como Janice Vickery.
- Lynne Rogers como Miss Hanley.
- Roger Serbagi como  Charlie.
- John Lehne como el asistente del apartamento.
- Michael Kearney como Chris Burns.
- Dee Victor como Miss Wyant.

## Producción
Aunque la historia se desarrolló en Staten Island, Nueva York , el director Newman dijo que eligió filmar la película en Bridgeport, Connecticut, porque estaba a solo 17 minutos de su casa en Westport .

## Reconocimiento
- 1973: Cannes: Mejor Actriz (Joanne Woodward) / Ganadora
- 1972: Globos de Oro: Nominada a Mejor actriz-drama (Joanne Woodward) / Nominada